# 波萨尼奥
波萨尼奥（義大利語：Possagno），是意大利威尼托大区特雷维索省的一个市镇。总面积12.08平方公里，人口2255人，人口密度186.7人/平方公里（2009年）。国家统计（ISTAT）代码为026061。